# Russell Allport

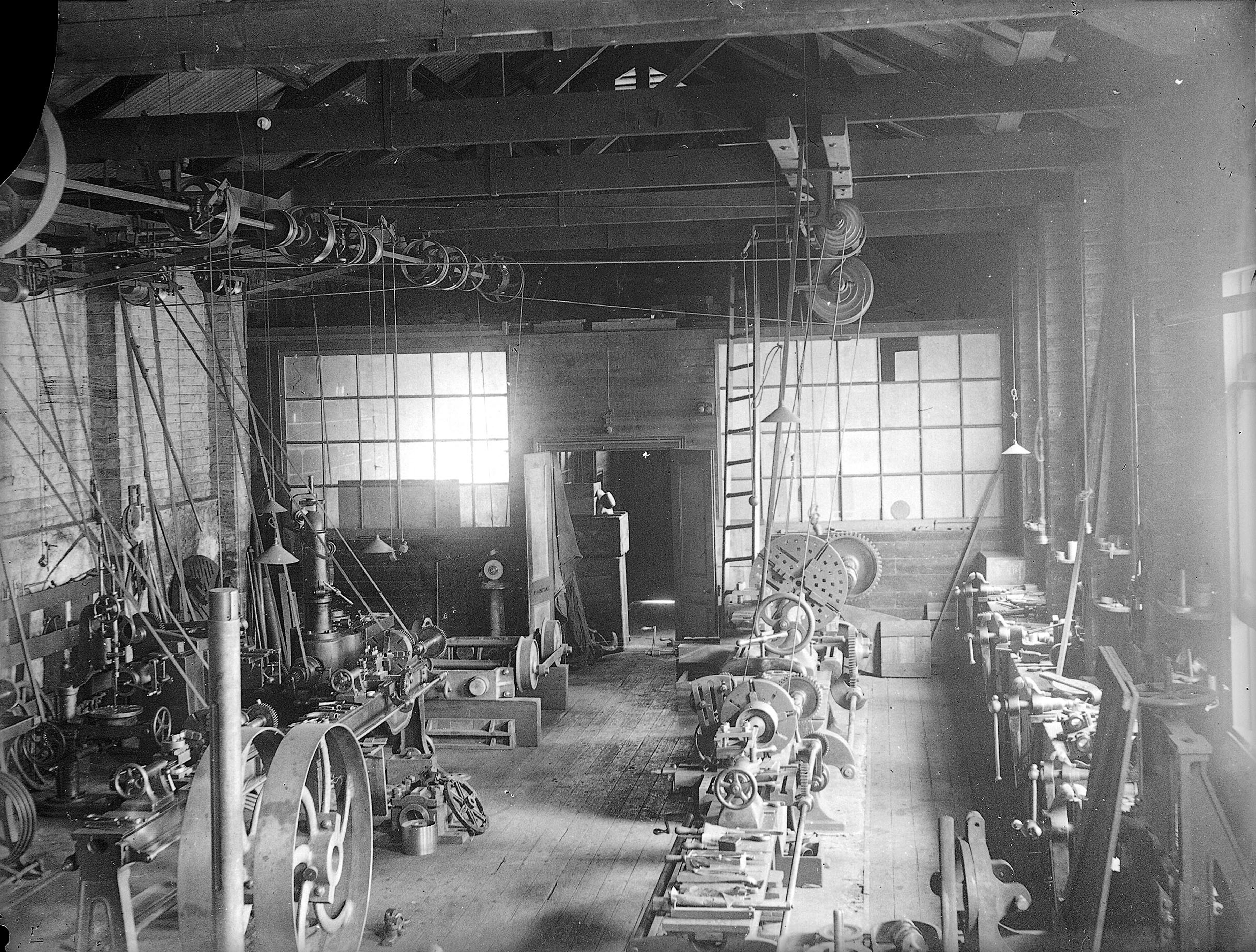
Werkstatt von Russell Allport & Co, Hobart mit dem Rahmen für die kleine Elektrolok in der hinteren linken Ecke

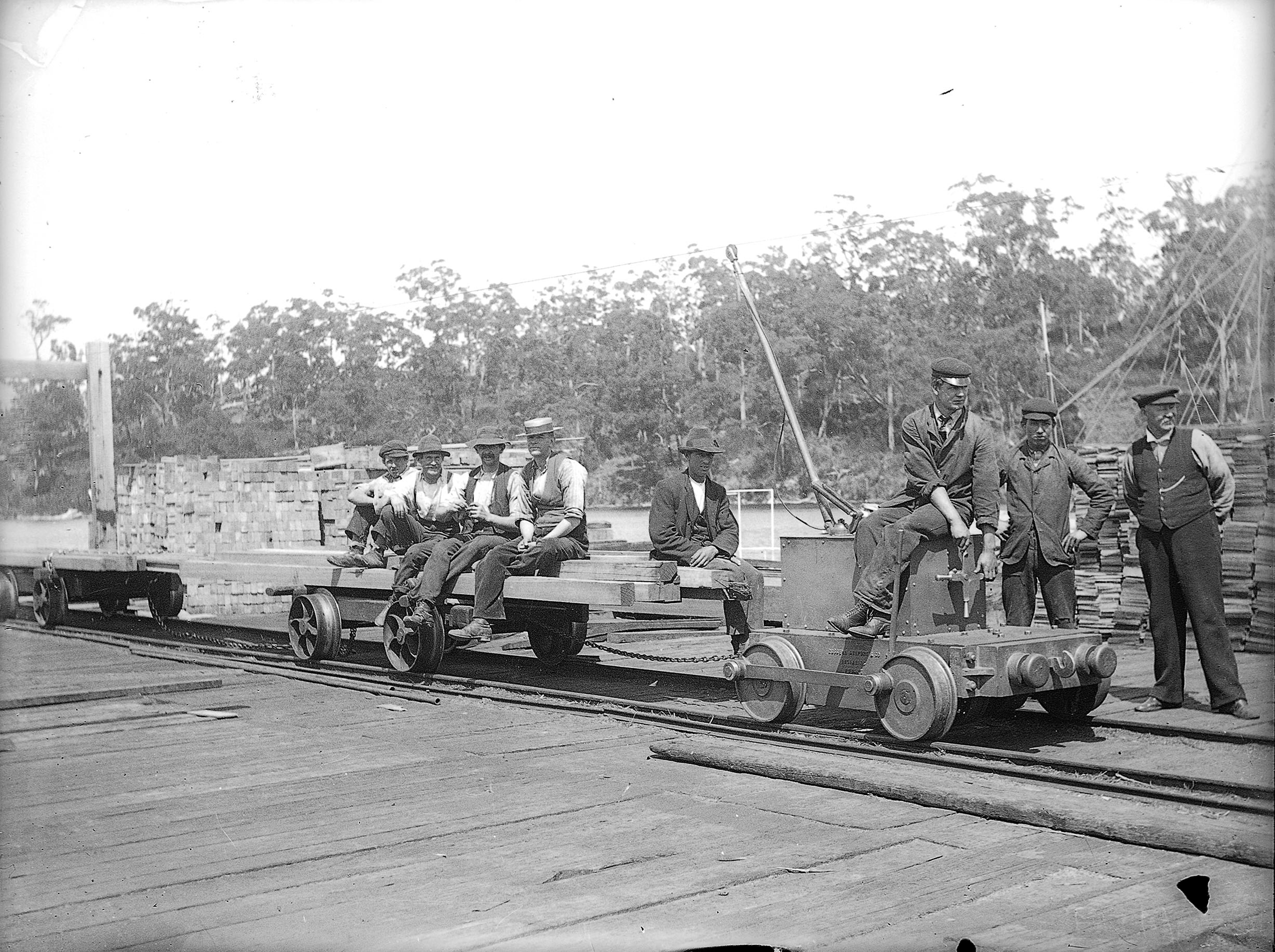
Kleine Elektrolok von Russell Allport & Co, Hobart vermutlich für Hopetoun

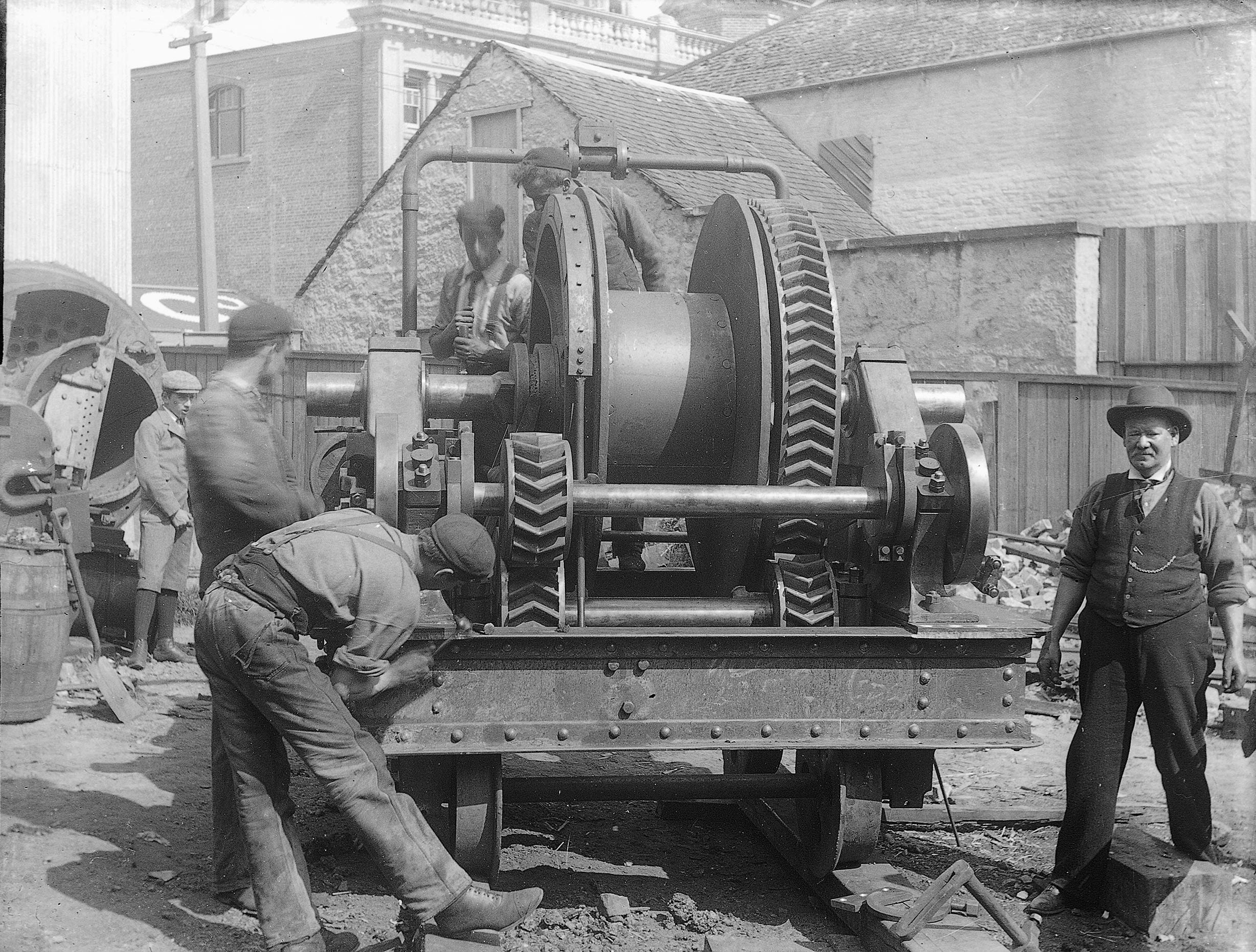
Eine Holzrück-Seilwinde von Russell Allport & Co, Hobart

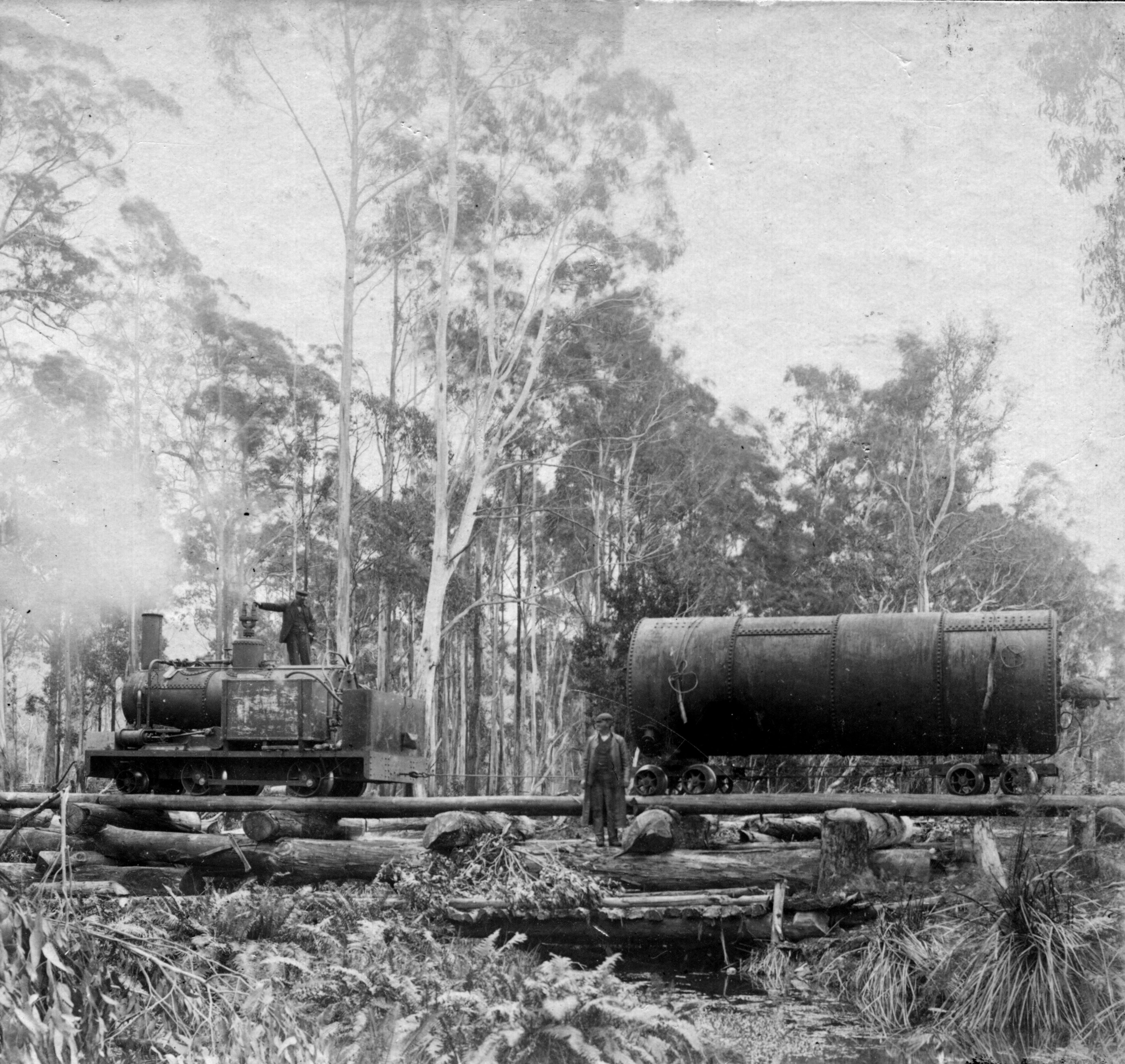
Eine Dampflokomotive von Russell Allport auf der Wielangta Tramway, 1911

(James) Russell Allport († 5. Februar 1914 in Suva, Fidschi) war ein in Hobart auf Tasmanien ansässiger australischer Elektroingenieur.

## Leben und Arbeit
Russell Allport wurde als Sohn des Rechtsanwalts Morton Allport und seiner Frau Elizabeth, geb. Ritchie, geboren. Nachdem er seine Ausbildung in dieser Stadt abgeschlossen hatte, zog er im Alter von 17 Jahren nach Mount Cameron am nordöstlichen Ende der tasmanischen Insel um und sammelte dort erste Erfahrungen im Ingenieurwesen bei der Longreach Dredging and Tin-Mining Co. Einige Zeit später ging er nach England und trat als Lehrling in die Firma Spagnoletti & Crookes ein, wo er gründliche Kenntnisse des Ingenieursberufs erlangte.
Zunächst arbeitete er bei der City und South London Railway, die als U-Bahn gebaut wurde. Als Nächstes wurde er von derselben Firma zur Notting Hill Electric Light Station geschickt. Diese Niederspannungs-Stromversorgungsstation arbeitete mit dem Dreileitersystem mit Akkumulatoren und belieferte eine Fläche von zwei Quadratmeilen. Russell Allport verstand die Grundprinzipien des Unternehmens sehr schnell und sammelte wertvolle Erfahrungen. Im Ferranti-Werk in Deptford erlangte er Kenntnisse der Hochspannungselektrotechnik. Dort wurden zwei Maschinen mit jeweils 10.100 Pferdestärken gebaut, die 200.000 Glühlampen versorgen konnten. Diese Maschinen waren insgesamt 26 m hoch. Die Magnete hatten ein Gewicht von 460 Tonnen und die Anker ein Gewicht von 325 Tonnen. Die Hauptwelle wog 37 Tonnen und wurde aus dem größten bis zu dieser Zeit in Schottland gegossenen Stahlbarren gedreht. Die Maschinen konnten innerhalb von fünf Minuten geöffnet werden, um Reparaturen an der Armatur des Dynamos vorzunehmen.
Bevor Russell Allport nach Tasmanien zurückkehrte, bereiste er Deutschland, Frankreich, Italien und andere Orte, um Berufserfahrung zu sammeln und Wissen anzusammeln, das sich als sehr vorteilhaft für ihn erwies und dazu beitrug, Hobart auf den neuesten Stand der Technik zu bringen. Einige Wochen nach seiner Rückkehr trat er als Assistent von A. C. Parker in den Dienst der Hobart Electric Tramway Company.
1895 gründete er ein Unternehmen in der Murray Street, aber es dauerte nicht lange, bis er feststellte, dass die Räumlichkeiten nicht annähernd groß genug waren, um sein Geschäft schnell genug wachsen zu lassen. Sein erster Auftrag bestand darin, die S. S. Silver Crown der Firma O’May Bros. mit elektrischer Beleuchtung auszustatten.
In der Melville Street erwarb er anschließend ein 23 × 52 m großes Grundstück, auf dem er eine Fabrik auf modernsten Stand errichtete. Innerhalb von vier Jahren beschäftigte er 15 Mitarbeiter. Er baute seine Räumlichkeiten weiter aus, einschließlich einer Büro- und Ladenfront, einer großen Maschinenwerkstatt und einen Maschinenraum, einer Schreinerei, einer Messing- und Eisengießerei sowie einer Schmiede. Die verwendeten Werkzeugmaschinen waren vier Drehmaschinen, Hobel-, Bohr-, Form- und Schraubmaschinen. Russell Allport fügte auch die notwendigen Geräte für Röntgenaufnahmen hinzu, so dass in dieser Hinsicht eine äußerst nützliche Einrichtung bereitgestellt wurde. Er hat in seinen Werkstätten eine Dampfmaschine mit 30 PS Leistung auf Bestellung gebaut. Ihm wurde nachgesagt, dass er die beste Produktionsanlage im Süden Tasmaniens gebaut hat.
Er installierte die elektrische Ausrüstung in mehreren Dampfschiffen, darunter die Banks Peninsula, Grafton und Australia. Russell Allport war Agent für die Brush Electrical Engineering Co., ein Unternehmen mit Weltruf, und er hat einen Großteil ihrer Maschinen in Tasmanien importiert. Seine Fahrradreparaturen waren in Tasmanien nicht zu schlagen, und die neuesten Geräte wurden für diese Arbeiten in vollem Umfang eingesetzt. Russell Allport war an der Ausführung komplizierter Maschinen für eines der größten Unternehmen in der Kolonie beteiligt, und es ist äußerst zufriedenstellend festzustellen, dass Experten der Ansicht sind, dass seine Produkte importierten Maschinen gleichwertig war.
Die Gießerei und mechanische Bearbeitung wurden unter der persönlichen Aufsicht von Russell Allport in seinen Räumlichkeiten durchgeführt. In vielen der führenden Betriebe in Hobart installierte er seine elektrischen Leuchten. Die Fassungen für die Lichtbogenlampen und Glühlampen von Straßenlaternen wurden von Russell Allport hergestellt. Sie waren außergewöhnlich zuverlässig und von ausgeklügeltem Design.
Seine eigenen Räumlichkeiten waren überall mit elektrischem Licht beleuchtet. Die Arbeiter waren in ihrer eigenen Linie gut aufgehoben, und unter der Aufsicht von Allport wurde nur die beste Arbeit gefunden. Der Handel hat sich in viele Richtungen ausgedehnt und dürfte in den Händen eines solchen fähigen Managers nicht abnehmen. Er investierte weise und erntete den Nutzen. Allports Verbindung zu Hobart, obwohl noch so kurz, ist für die Entwicklung der Stadt und für sich selbst von enormem Vorteil gewesen.
Russell Allport starb am 7. Januar 1914 im Colonial Hospital in Suva, Fidschi, nach einer Reise zu den Fidschi-Inseln im Dampfer Tofua, in deren Verlauf er so krank wurde, dass er bei Ankunft des Dampfers in Suva ins Krankenhaus gebracht werden musste.[3]

## Projekte (Auswahl)
- Elektrolokomotive[3]
- Elektrisches Licht des Gaiety Theatre, Zeehan[4]
- 17-fache elektrische Installation für den Dampfer Banks Peninsula der TA Reynolds and Co (November 1895).[5]